# José Eustasio Rivera
Pour les articles homonymes, voir Rivera.
José Eustasio Rivera  est un écrivain colombien né à Neiva le 19 février 1888 et mort à Manhattan (New York) le 1er décembre 1928. Son œuvre principale est La Vorágine, roman publié en 1924 qui décrit la vie dans les llanos et l'exploitation des récolteurs de caoutchouc dans la forêt amazonienne. Elle est considérée comme l'un des romans les plus importants de la littérature hispanique.

## Biographie
José Eustasio Rivera est né le 19 février 1888 à Neiva, il fait d'abord des études à l'École normale de Bogotá puis après une expérience dans l'administration scolaire à Ibagué il reprend ses études de Droit à l'Université nationale de Colombie dont il sort docteur en 1917. Durant ses études, il se fait un nom comme poète et écrivain en publiant ses œuvres dans plusieurs journaux et revues. Après son doctorat, il part à Orocué, dans les Llanos pour régler une succession compliquée. À son retour à Bogotá, il publie son premier recueil de poèmes, Tierra de promisión en 1921 qui connait un grand succès critique et public.
Cela lui permet d'être engagé par Antonio Gómez Restrepo comme assistant pour participer à une tournée diplomatique au Pérou puis au Mexique pour fêter le centenaire des indépendances de ces deux pays. En 1922, il participe à une mission de démarcation de la frontière entre la Colombie et le Venezuela qui lui permet de retourner dans les Llanos et de parcourir le bassin de l'Orénoque. Il retourne à Bogotá et siège à la place de son oncle comme représentant de Huila pour le Parti conservateur colombien. En novembre 1924, il publie son œuvre la plus connue, La Vorágine, qui connait un grand succès en Colombie et dans toute l'Amérique latine. José Eustasio Rivera se fait en même temps le dénonciateur d'une affaire de corruption de ministres conservateurs à l'occasion d'un contrat de pipe line devant desservir la Colombie. Il n'est pas reconduit par les conservateurs de Huila pour les représenter. Il est alors nommé pour représenter la Colombie au congrès international sur les migrations qui se tient à La Havane. Après le congrès, il se rend à New York où il fait traduire son roman et crée une maison d'éditions. Il meurt de maladie à Manhattan le 1er décembre 1928.

## Œuvres de José Eustasio Rivera
- (es) José Eustasio Rivera, Tierra de promisión, Bogotá, Arboleda & Valencia, 1921.
- (es) José Eustasio Rivera, La Vorágine, Bogotá, Cromos y Luis Tamayo, 1924.